# Virtualmin

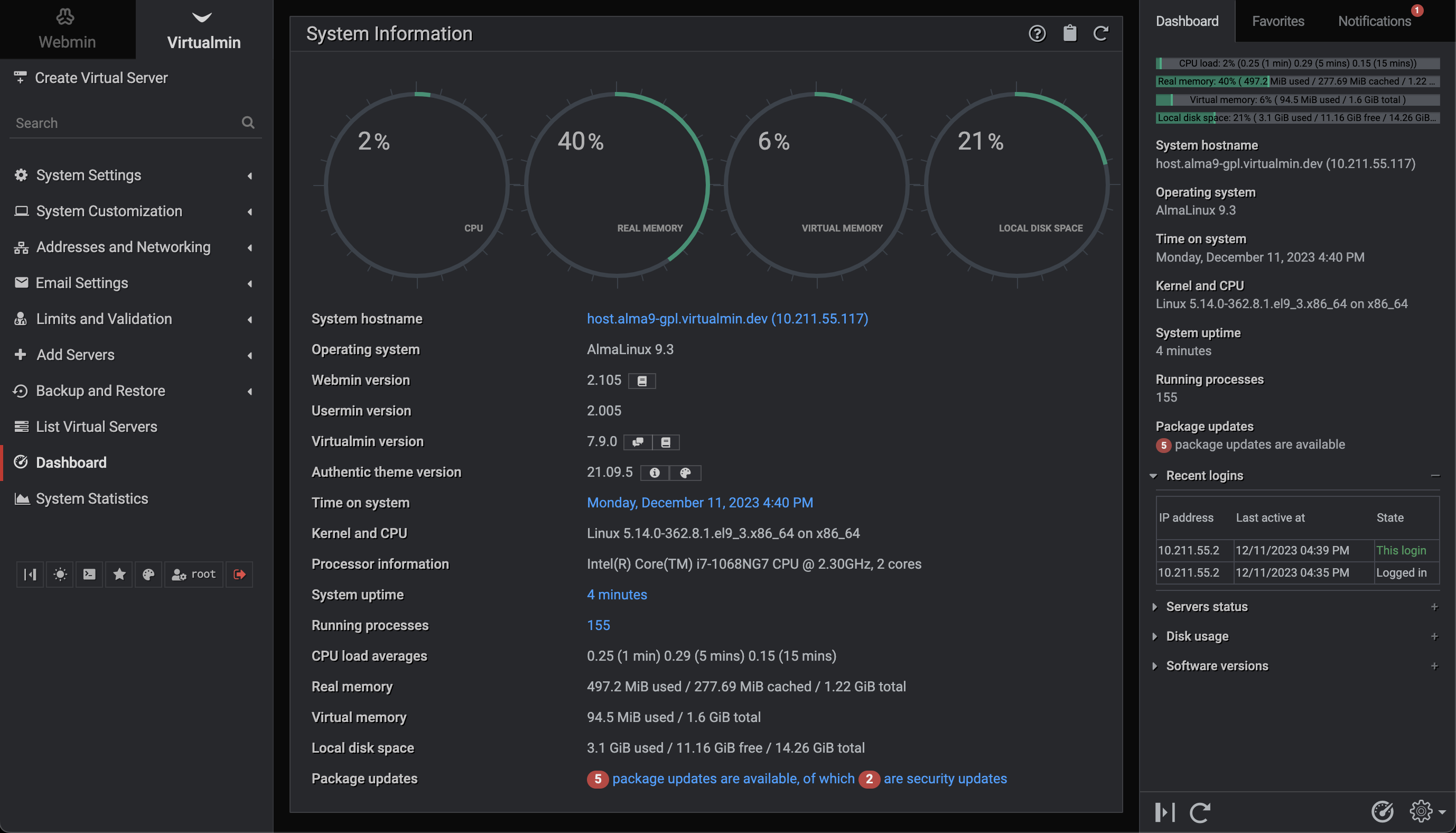
Virtualmin en modo oscuro

Virtualmin es un panel de control de sitios web y alojamiento de dominios que brinda la posibilidad de crear y administrar muchos dominios, además de simplificar tanto la automatización como las tareas. Se basa en Webmin. Virtualmin es una alternativa a cPanel y Plesk.

## Descripción general
Virtualmin está disponible en dos versiones. Virtualmin GPL y Virtualmin Professional. La versión GPL de Virtualmin es un software totalmente gratuito y de código abierto y no requiere una tarifa mensual, en comparación con la versión Virtualmin Professional que requiere una tarifa mensual o anual.
Ambas versiones de Virtualmin pueden crear servidores virtuales con usuarios totalmente independientes, buzones de correo, entornos de desarrollo de aplicaciones web, sitios web, aplicaciones web, cuotas, reglas de cuenta e instancias de servidor web, servidor de base de datos y crear otro software necesario. Los servidores web compatibles incluyen, entre otros, Apache o httpd.